# Trijntje (voornaam)
Trijntje is een variant van de vrouwelijke voornaam Catharina. Catharina is van Griekse oorsprong en werd afgeleid van het Griekse woord καθαρός (katharós), dat 'rein' of 'zuiver' betekent. Catherina kan dus vertaald worden als 'de reine, schone, zuivere'. In de Middeleeuwen was de naam Catharina in West-Europa verbreid en zeer frequent. Bekende naamdraagsters van de naam Catharina waren de heilige Catharina van Alexandrië en Catharina van Siena (1347-1380).
Varianten op de naam Trijntje zijn: Trien, Trienje, Trienke, Trientjen, Trijn, Trijna, Trijne, Trijneke, Trijneken, Trijnie, Trijnje, Trijnjen, Trijnken, Trijnne, Trijnte, Trijntge, Trijntgen, Trijntie, Trijntien, Trijntije, Trijntijen, Trijntijn, Trijntjen, Trijntjie, Trijtie, Trijtje, Trin, Trina, Trine, Trineken, Trynke, Trintge, Trintgen, Trintje, Trintjen, Tryntsje en Tryntje.
De naam Trijntje komt in heel Nederland voor, maar vooral in de noordelijke provincies. De naam was in Nederland reeds in gebruik in de zeventiende eeuw en was zeer gangbaar in de negentiende eeuw. De naam komt sinds de Tweede Wereldoorlog steeds minder voor.  In 2014 waren er in totaal 22377 draagsters van de naam Trijntje. In het jaar 1971 werd de naam Trijntje nog 215 keer gegeven als voornaam van pasgeborenen.

## Bekende naamdraagsters
- Trijntje (skelet), het oudst gevonden menselijk skelet in Nederland
- Trijntje Jansma-Boskma, de oudste inwoner van Nederland tussen 1989 en 1990
- Trijntje Keever (1616-1633), mogelijk de langste vrouw die ooit heeft geleefd
- Trijntje Oosterhuis, Nederlandse zangeres
- Trijntje Pieters Westra, won de vroegst bekende schaatswedstrijd voor vrouwen
- Trijntje Reidinga, Nederlandse schaatsster
- Trijntje Siewerts, Noord-Nederlandse (glas)schilder
- Trijntje Taconis, Nederlandse verzetsstrijdster
- Tryntsje Slagman-Bootsma, politica
- Tryntsje van der Zee, Nederlands vertaalster

Overig
- Het boek van Trijntje Soldaats
- Holy Trientje, boek van Anne-Gine Goemans
- Trijntje Duck, de enige dochter van Oma Duck en Wilhelmus Duck
- Trijntje Fop, pseudoniem van Kees Stip